# The Secret Daughter
The Secret Daughter, es un drama australiano transmitido del 3 de octubre de 2016 hasta el 29 de noviembre del 2017 por medio de la cadena Seven Network. 
La serie contó con la participación invitada de actores como John Batchelor, entre otros...
El 17 de diciembre de 2017 se anunció que la serie no había sido renovada.

## Historia
La serie sigue a Billie Carter, una cantante de un pub de country a tiempo parcial cuyo encuentro casual con Jack Norton, un rico hotelero desencadena una serie de acontecimientos que cambiarán su vida para siempre.

## Personajes

### Personajes principales
| Actor          | Personaje      | Ocupación                | Episodios | Duración    |
| -------------- | -------------- | ------------------------ | --------- | ----------- |
| Jessica Mauboy | Billie Carter  | Cantante / Hija de Jack  | 12        | 2016 - 2017 |
| Bonnie Sveen   | Layla Chapple  | Mejor Amiga de Billie    | 12        | 2016 - 2017 |
| David Field    | Gus Carter     | Padre adoptivo de Billie | 12        | 2016 - 2017 |
| Rachel Gordon  | Susan Norton   | Esposa de Jack           | 12        | 2016 - 2017 |
| Jared Turner   | Chris Norton   | -                        | 12        | 2016 - 2017 |
| Matthew Levett | Jamie Norton   | Hijo de Susan y Jack     | 12        | 2016 - 2017 |
| Jordan Hare    | Harriet Norton | Hija de Susan y Jack     | 12        | 2016 - 2017 |

### Personajes secundarios
| Actor           | Personaje      | Ocupación | Episodios | Duración    |
| --------------- | -------------- | --------- | --------- | ----------- |
| Terry Serio     | Carmine        | -         | 11        | 2016 - 2017 |
| Renee Lim       | Vivienne Hart  | -         | 11        | 2016 - 2017 |
| Jeremy Ambrum   | Shorty         | -         | 8         | 2016 - 2017 |
| J.R. Reyne      | Dan Delaney    | -         | 7         | 2016 - 2017 |
| John Batchelor  | Nick Mackay    | -         | 6         | 2016 - 2017 |
| James Sweeny    | Marc Laurent   | -         | 6         | 2017        |
| Maha Wilson     | Tara           | -         | 5         | 2016 - 2017 |
| Johnny Carr     | Eddie Petruzzi | -         | 4         | 2017        |
| Megan Smart     | Anna Hennessy  | -         | 4         | 2017        |
| Maya Stange     | Wendy Chappie  | -         | 4         | 2017        |
| Rachael Maza    | Tía Mim        | -         | 3         | 2017        |
| Mel Grob        | De Lorenzo     | Doctor    | 3         | 2017        |
| Ian Stenlake    | Andrew Weston  | -         | 3         | 2017        |
| Georgia Adamson | Katrina Norton | -         | 2         | 2017        |
| Luke McMahon    | Ivan           | -         | 2         | 2017        |
| Scott Ferguson  | Fred Doherty   | Sargento  | 2         | 2016 - 2017 |

### Antiguos personajes principales
| Actor          | Personaje   | Ocupación                            | Episodios | Duración |
| -------------- | ----------- | ------------------------------------ | --------- | -------- |
| Colin Friels   | Jack Norton | Hotelero / Padre Biológico de Billie | 6         | 2016     |
| Salvatore Coco | Bruno Rossi | -                                    | 5         | 2016     |

### Antiguos personajes recurrentes
| Actor                   | Personaje       | Ocupación | Episodios | Duración |
| ----------------------- | --------------- | --------- | --------- | -------- |
| Libby Asciak            | Rachel Rossi    | -         | 5         | 2016     |
| Johnny Boxer            | Lloyd Dobson    | -         | 4         | 2016     |
| Harriet Gordon-Anderson | Zoe Menkell     | -         | 3         | 2016     |
| Amanda Muggleton        | Connie Di Maria | -         | 2         | 2016     |
| Ryan O'Kane             | Charlie Stryver | -         | 1         | 2016     |
| Erin Holland            | Della Jensen    | -         | 1         | 2016     |

## Producción
La serie recibió un total de $ 171,750 en fondos de "Screen NSW" para su creación. Fue dirigida por Peter Andrikidis y Leah Purcell, y contó con la participación en el guion de los escritores Justin Monjo, Sam Meikle, Shawn Seet, Kristen Dunphy y Fin Edquist. 
Las filmaciones de la serie finalizaron en junio del 2016 en Sídney, Australia y en Dungog, Nueva Gales del Sur.
En octubre del 2016 la cadena Seven Network anunció que la serie había sido renovada para una segunda temporada la cual fue estrenada en el 2017.